# Enzo Carli
Enzo Carli (* 20. August 1910 in Pisa; † 26. September 1999 in Siena) war ein italienischer Kunsthistoriker und Hochschullehrer.

## Biografie
Er studierte die sienesischen und pisanischen mittelalterlichen Kunst an der Universität Pisa bei Mario Salmi und dann bei Matteo Marangoni. Er schloss sein Studium mit einer Arbeit über Tino di Camaino ab.
Im Jahr 1937 wurde er in die Soprintendenza von L’Aquila berufen und 1939 nach Siena versetzt. Er ließ sich in dieser Stadt nieder und wurde zu einer der Persönlichkeiten des kulturellen Lebens und widmete sich der Wiederherstellung und Aufwertung des künstlerischen Erbes.
Er war Kurator zahlreicher Ausstellungen und Publikationen, sowohl Fachlich als auch Populärwissenschaftlich. Er leitete die Pinacoteca Nazionale di Siena bis 1952, das Museo dell’Opera del Duomo und war bis 1973 Soprintendente. Inzwischen lehrte er auch Kunstgeschichte an der Universität Siena und lehnte einen ähnlichen Lehrauftrag in Genua ab, um nicht umziehen zu müssen.
Im Jahr 1980 erhielt er den Preis des Präsidenten der Republik als emeritiertes Mitglied der Accademia dei Lincei. 1995 erhielt er den Antonio-Feltrinelli-Preis. Er hat mehr als 500 Titel geschrieben, darunter Essays und Monographien.
Er ist auf dem Camposanto Monumentale, bei der Piazza dei Miracoli, in Pisa, begraben.

## Bibliothek und Archiv
Die Bibliothek und die Fotobibliothek von Enzo Carli befinden sich an der Opera della Metropolitana di Siena.
Die humanistische Bibliothek der Universität Siena bewahrt das von seinen Kindern im September 2000 gespendete Archiv, bestehend aus Manuskripten, maschingeschriebenen Skripten, Briefen, Fotos und Notizen, auf. Der Bestand ist meist katalogisiert und steht zur Einsichtnahme zur Verfügung.

## Schriften
- Ferdinando Bologna (Hrsg.): Teofilo Patini: 1840–1906. L'Aquila-Castel di Sangro, Comitato per le celebrazioni patiniane, 1990. Zusammenarbeit mit: Siro Pietro Gargano, Bruno Di Masci, Ferdinando Bologna, Fortunato Bellonzi, Enzo Carli, Nicola Ciarletta, Cosimo Savastano, Rosanna Cioffi, Maria Gatta und Stefano Gallo.